# Кирилловка (Новгородская область)
Кири́лловка — деревня в Новгородском районе Новгородской области, входит в состав Савинского сельского поселения.
Расположена на правом берегу реки Волхов, в 3 км к северу от федеральной автомагистрали «Россия» М10. Ближайшие населённые пункты — деревни Дубровка, Пахотная Горка.
Улицы — Береговая, Ложитово, Полевая.